# Pretty Guardian Sailor Moon: The 20th Anniversary Memorial Tribute Album
Pretty Guardian Sailor Moon: The 20th Anniversary Memorial Tribute Album é uma coletânea lançada pela King Records em 29 de janeiro de 2014, como parte das comemorações do 20º aniversário de Sailor Moon, completados em 2012.

## Faixas
| N.º            | Título                                   | Letras            | Música             | Intérprete           | Duração |  |
| 1.             | "Moonlight Densetsu"                     | Kanako Oda        | Tetsuya Komoro     | Momoiro Clover Z     | 2:53    |  |
| 2.             | "Heart Moving"                           | Yushiaki Tsushima | Kazuo Sato         | Shoko Nakagawa       | 3:41    |  |
| 3.             | "Princess Moon"                          | Naoko Takeuchi    | Kazuo Sato         | Hauka Fukuhara       | 4:11    |  |
| 4.             | "Otome no Policy"                        | Rui Serizawa      | Makoto Nagai       | Etsuko Yakushimaru   | 4:25    |  |
| 5.             | "La Soldier"                             | Akiko Kosaka      | Kayoko Fuyumori    | Tommy heavenly6      | 4:43    |  |
| 6.             | "Ai no Senshi"                           | Rui Serizawa      | Nobuhiko Kashiwara | Mariko Goto, Avuchan | 3:49    |  |
| 7.             | "Tuxedo Mirage"                          | Naoko Takeuchi    | Akiko Kosaka       | Momoiro Clover Z     | 3:36    |  |
| 8.             | "Raishiku Ikimashô"                      | Naoko Takeuchi    | Masao Mizuno       | Halko Momoi          | 3:25    |  |
| 9.             | "Makenai! ~Sailor Star Song~"            | Naoko Takeuchi    | Masaki Araki       | Mitsuko Horie        | 3:56    |  |
| 10.            | "Kaze mo Sora mo Kitto..."               | Chika Ueda        | Chika Ueda         | Makoto Kawamoto      | 6:10    |  |
| 11.            | "Moonlight Densetsu (versão em francês)" | Kanako Oda        | Tetsuya Komoro     | Clementine           | 3:20    |  |
| Duração total: | Duração total:                           | Duração total:    | Duração total:     | Duração total:       | 44:21   |  |